# میجی یاسودا لایف
میجی یاسودا لایف (به ژاپنی: 明治安田生命保険) شرکت بیمه ژاپنی است، که به‌عنوان زیرمجموعه‌ای از گروه میتسوبیشی در زمینه ارائه خدمات بیمه عمر و مزایای بازنشستگی فعالیت می‌کند.
ریشه‌های تأسیس این شرکت به سال ۱۸۸۰ بازمی‌گردد، که زنجیرو یاسودا اقدام به راه‌اندازی شرکت بیمه عمر یاسودا نمود. شکل کنونی شرکت میجی یاسودا لایف، حاصل ادغام شرکت بیمه میجی (تأسیس: ۱۹۴۷) و شرکت بیمه عمر یاسودا، در ماه ژانویه ۲۰۰۴ می‌باشد.
دفتر مرکزی این شرکت در شهر چیودا، توکیو، ژاپن قرار دارد. از رقبای میجی یاسودا در بازار بیمه ژاپن می‌توان به سومیتومو لایف و نیپون لایف اشاره کرد.